# 塔瓜伊
塔瓜伊是巴西圣保罗州的一个市镇。总面积145.8平方公里，总人口8237人，人口密度56.5人/平方公里。